# Wimbledon 1977
De 91e editie van het Britse grandslamtoernooi, Wimbledon 1977, werd gehouden van maandag 20 juni tot en met zaterdag 2 juli 1977. Voor de vrouwen was het de 84e editie van het graskampioenschap. Het toernooi werd gespeeld bij de All England Lawn Tennis and Croquet Club in de wijk Wimbledon van de Britse hoofdstad Londen.
Op de enige zondag tijdens het toernooi (Middle Sunday) werd traditioneel niet gespeeld.
Het toernooi van 1977 trok 336.416 toeschouwers. De All England Lawn Tennis and Croquet Club boekte met het toernooi van 1977 een winst van ruim 400.000 pond (1.720.000 gulden).

## Belangrijkste uitslagen
Mannenenkelspel

Finale: Björn Borg (Zweden) won van Jimmy Connors (Verenigde Staten) met 3-6, 6-2, 6-1, 5-7, 6-4
Vrouwenenkelspel

Finale: Virginia Wade (Groot-Brittannië) won van Betty Stöve (Nederland) met 4-6, 6-3, 6-1
Mannendubbelspel

Finale: Ross Case (Australië) en Geoff Masters (Australië) wonnen van John Alexander (Australië) en Phil Dent (Australië) met 6-3, 6-4, 3-6, 84-9, 6-4
Vrouwendubbelspel

Finale: Helen Gourlay-Cawley (Australië) en JoAnne Russell (Verenigde Staten) wonnen van Martina Navrátilová (Tsjecho-Slowakije) en Betty Stöve (Nederland) met 6-3, 6-3
Gemengd dubbelspel

Finale: Greer Stevens (Zuid-Afrika) en Bob Hewitt (Zuid-Afrika) wonnen van Betty Stöve (Nederland) en Frew McMillan (Zuid-Afrika) met 3-6, 7-5, 6-4
Meisjesenkelspel

Finale: Lea Antonoplis (Verenigde Staten) won van Mareen Louie (Verenigde Staten) met 7-5, 6-1
Jongensenkelspel

Finale: Van Winitsky (Verenigde Staten) won van Eliot Teltscher (Verenigde Staten) met 6-1, 1-6, 8-6
Dubbelspel bij de junioren werd voor het eerst in 1982 gespeeld.

## Toeschouwersaantallen en bezoekerscapaciteit
|           |        | Eerste week |         | Tweede week |
| --------- | ------ | ----------- | ------- | ----------- |
| Maandag   |        | 23.786      |         | 31.409      |
| Dinsdag   | 26.738 | 30.169      |         |             |
| Woensdag  | 37.389 | 25.589      |         |             |
| Donderdag | 36.815 | 23.095      |         |             |
| Vrijdag   | 37.002 | 17.711      |         |             |
| Zaterdag  | 29.285 | 17.428      |         |             |
| Zondag    | –      | –           |         |             |
| Totaal    |        | 336.416     | 336.416 | 336.416     |

| Baan                           | Zitplaatsen                    |                                | Baan                           | Zitplaatsen   |
| ------------------------------ | ------------------------------ | ------------------------------ | ------------------------------ | ------------- |
| Centre Court                   | 10.651                         |                                | Court No. 8                    | –             |
| Court No. 1                    | 5.100                          | Court No. 9                    | –                              |               |
| Court No. 2                    | 1.650                          | Court No. 10                   | –                              |               |
| Court No. 3                    | 800                            | Court No. 11                   | –                              |               |
| Court No. 4                    | –                              | Court No. 12                   | –                              |               |
| Court No. 5                    | –                              | Court No. 13                   | –                              |               |
| Court No. 6                    | 250                            | Court No. 14                   | 1.450                          |               |
| Court No. 7                    | 250                            |                                |                                |               |
| Totaal zitplaatsen             | Totaal zitplaatsen             | Totaal zitplaatsen             | Totaal zitplaatsen             | 20.151        |
|                                |                                |                                |                                |               |
| Bezoekerscapaciteit tennispark | Bezoekerscapaciteit tennispark | Bezoekerscapaciteit tennispark | Bezoekerscapaciteit tennispark | 31.000-32.000 |

1877 · 1878 · 1879 · 1880 · 1881 · 1882 · 1883 · 1884 · 1885 · 1886 · 1887 · 1888 · 1889 · 1890 · 1891 · 1892 · 1893 · 1894 · 1895 · 1896 · 1897 · 1898 · 1899 · 1900 · 1901 · 1902 · 1903 · 1904 · 1905 · 1906 · 1907 · 1908 · 1909 · 1910 · 1911 · 1912 · 1913 · 1914 · 1915–1918 · 1919 · 1920 · 1921 · 1922 · 1923 · 1924 · 1925 · 1926 · 1927 · 1928 · 1929 · 1930 · 1931 · 1932 · 1933 · 1934 · 1935 · 1936 · 1937 · 1938 · 1939 · 1940–1945 · 1946 · 1947 · 1948 · 1949 · 1950 · 1951 · 1952 · 1953 · 1954 · 1955 · 1956 · 1957 · 1958 · 1959 · 1960 · 1961 · 1962 · 1963 · 1964 · 1965 · 1966 · 1967
↓ open tijdperk ↓
1968 (m-v-md-vd-gd) · 1969 (m-v-md-vd-gd) · 1970 (m-v-md-vd-gd) · 1971 (m-v-md-vd-gd) · 1972 (m-v-md-vd-gd) · 1973 (m-v-md-vd-gd) · 1974 (m-v-md-vd-gd) · 1975 (m-v-md-vd-gd) · 1976 (m-v-md-vd-gd) · 1977 (m-v-md-vd-gd) · 1978 (m-v-md-vd-gd) · 1979 (m-v-md-vd-gd) · 1980 (m-v-md-vd-gd) · 1981 (m-v-md-vd-gd) · 1982 (m-v-md-vd-gd) · 1983 (m-v-md-vd-gd) · 1984 (m-v-md-vd-gd) · 1985 (m-v-md-vd-gd) · 1986 (m-v-md-vd-gd) · 1987 (m-v-md-vd-gd) · 1988 (m-v-md-vd-gd) · 1989 (m-v-md-vd-gd) · 1990 (m-v-md-vd-gd) · 1991 (m-v-md-vd-gd) · 1992 (m-v-md-vd-gd) · 1993 (m-v-md-vd-gd) · 1994 (m-v-md-vd-gd) · 1995 (m-v-md-vd-gd) · 1996 (m-v-md-vd-gd) · 1997 (m-v-md-vd-gd) · 1998 (m-v-md-vd-gd) · 1999 (m-v-md-vd-gd) · 2000 (m-v-md-vd-gd) · 2001 (m-v-md-vd-gd) · 2002 (m-v-md-vd-gd) · 2003 (m-v-md-vd-gd) · 2004 (m-v-md-vd-gd) · 2005 (m-v-md-vd-gd) · 2006 (m-v-md-vd-gd) · 2007 (m-v-md-vd-gd) · 2008 (m-v-md-vd-gd) · 2009 (m-v-md-vd-gd) · 2010 (m-v-md-vd-gd) · 2011 (m-v-md-vd-gd) · 2012 (m-v-md-vd-gd) · 2013 (m-v-md-vd-gd) · 2014 (m-v-md-vd-gd) · 2015 (m-v-md-vd-gd) · 2016 (m-v-md-vd-gd) · 2017 (m-v-md-vd-gd) · 2018 (m-v-md-vd-gd) · 2019 (m-v-md-vd-gd) · 2020 · 2021 (m-v-md-vd-gd) · 2022 (m-v-md-vd-gd) · 2023 (m-v-md-vd-gd) · 2024 (m-v-md-vd-gd)
Lijst van Wimbledonwinnaars · Toernooien per editie